# Мальча (Городнянский район)
Мальча (укр. Мальча) — село,
Лемешовский сельский совет,
Городнянский район,
Черниговская область,
Украина.
Код КОАТУУ — 7421485602. Население по переписи 2001 года составляло 31 человек .

## Географическое положение
Село Мальча находится на левом берегу реки Верпч,
ниже по течению примыкает посёлок Рубеж.
К селу примыкает лесной массив.